# Beaupré (Québec)
Pour les articles homonymes, voir Beaupré.
Beaupré est une ville située dans la municipalité régionale de comté de la Côte-de-Beaupré, dans la région administrative de la Capitale-Nationale, au Québec, au Canada.

## Histoire
Cet endroit fut habité dès les débuts de la colonie de la Nouvelle-France. Durant le XVIIe siècle, des marins bretons, y auraient débarqué à la suite d'une tempête et de la vue de la prairie, il s'exclamèrent : « O! le beau pré ». La forme agglutinée de Beaupré fut employée depuis 1636 lorsque la compagnie de Beaupré fut établie. Sa paroisse fut formée de deux des plus anciennes paroisses du Québec, Sainte-Anne-de-Beaupré et Saint-Joachim.
Sa population en 1666 fut de 533 habitants, comparable à Québec avec 547 habitants.
La municipalité a été érigée en 1928, sous le nom de Municipalité de la paroisse de Notre-Dame-du-Rosaire. La même année, constatant que le nom était déjà utilisé ailleurs, elle a été renommée en Beaupré, pour éviter toute confusion. Elle est devenue ville en 1962.

## Géographie
Le Mont Sainte-Anne se trouve sur le territoire de la ville. La ville se situe au bord du fleuve Saint-Laurent.
La rivière Sainte-Anne traverse le sud-est du territoire vers le sud-ouest jusqu'à son embouchure dans l'estuaire du Saint-Laurent.
La rivière Jean-Larose en traverse le sud-est vers le sud jusqu'à sa confluence avec la rivière Sainte-Anne.

## Démographie
| 1996  | 2001  | 2006  | 2011  | 2016  | 2021  |
| ----- | ----- | ----- | ----- | ----- | ----- |
| 2 799 | 2 761 | 3 006 | 3 439 | 3 752 | 4 117 |

## Administration
| Période                                  | Période  | Identité       | Étiquette | Qualité           |
| ---------------------------------------- | -------- | -------------- | --------- | ----------------- |
| novembre 2009                            | En cours | Michel Paré    |           | avocat            |
| novembre 1995                            | 2009     | Henri Cloutier |           | directeur d'école |
| Les données manquantes sont à compléter. |          |                |           |                   |

Les élections municipales se font en bloc pour le maire et les six conseillers.
| Beaupré Maires depuis 2003                                                                                           |                |         |          |
| Élection | Maire          | Qualité | Résultat |
| 2003 | Henri Cloutier |         | Voir     |
| 2005 | Henri Cloutier | Voir    |          |
| 2009 | Michel Paré    |         | Voir     |
| 2013 | Michel Paré    | Voir    |          |
| 2016 | Pierre Renaud  |         | Voir     |
| 2017 | Pierre Renaud  | Voir    |          |
| 2021 | Pierre Renaud  | Voir    |          |
| Élection partielle en italique Depuis 2005, les élections sont simultanées dans toutes les municipalités québécoises |                |         |          |

## Industries
- Caron et Guay, portes et fenêtres

L'un des importants employeurs de la région, AbitibiBowater y ferma son usine en octobre 2009. Le 13 septembre 2010, la ville autorisa la destruction de l'usine vieille de 1927 à la suite de diverses tentatives de démarchage.